# Amahuaka ornatella
Amahuaka ornatella är en insektsart som beskrevs av Young 1965. Amahuaka ornatella ingår i släktet Amahuaka och familjen dvärgstritar. Inga underarter finns listade i Catalogue of Life.